# Logische negatie
Logische negatie of ontkenning is een bewerking in de natuurlijke talen, logica en wiskunde die de waarheidswaarde van een propositie {\displaystyle P} verandert van waar in onwaar en andersom van onwaar in waar.
Als bijvoorbeeld {\displaystyle P} stelt: Vandaag is het zaterdag, dan is de negatie {\displaystyle \neg P}: Vandaag is het niet zaterdag.

## Logica
De negatie is in de klassieke logica een eenplaatsige booleaanse operator die de waarheidswaarde van een propositie omkeert. De waarheidstabel van de negatie is als volgt:
| P      | ¬ P    |
| ------ | ------ |
| onwaar | waar   |
| waar   | onwaar |

De negatie van de propositie {\displaystyle P} kan op allerlei manieren worden geschreven:
- {\displaystyle {\overline {P}}\quad }, de {\displaystyle P} met een streepje erboven
- {\displaystyle \neg P}
- {\displaystyle {\mathord {\sim }}P}
- niet {\displaystyle P}
- {\displaystyle !P}
- {\displaystyle P'}

Deze zijn te lezen als: Het is niet het geval dat {\displaystyle P}.
- {\displaystyle \neg P} is waar dan en slechts dan als {\displaystyle P} onwaar is.

Een dubbele negatie is in de klassieke logica gelijk aan een bevestiging, dus kan de dubbele negatie in de propositie {\displaystyle \neg \neg P} worden weggehaald en eenvoudiger worden geschreven als {\displaystyle P}. De proposities {\displaystyle P} en {\displaystyle \neg \neg P} zijn logisch equivalent. De implicatie {\displaystyle \neg \neg P\Rightarrow P} volgt uit de eliminatie van de dubbele negatie. 
De negatie kan in andere logische bewerkingen worden gedefinieerd. Zo kan {\displaystyle \neg P} worden gedefinieerd als {\displaystyle P\rightarrow F}, waarin de {\displaystyle \rightarrow } de logische implicatie is en {\displaystyle F} onwaar. Andersom kan {\displaystyle F} worden gedefinieerd als {\displaystyle P\land \neg P} voor iedere propositie {\displaystyle P}, waarbij {\displaystyle \land } de logische conjunctie is. Dit geldt zowel in de klassieke als in de intuïtionistische logic. In de klassieke logica geldt bovendien dat {\displaystyle P\rightarrow Q} gedefinieerd kan worden als {\displaystyle \neg P\lor Q}, waarin {\displaystyle \lor } de logische disjunctie is.
In de intuïtionistische logica is {\displaystyle \neg \neg P} een zwakkere uitspraak dan {\displaystyle P}. Hoe dan ook zijn {\displaystyle \neg \neg \neg P} en {\displaystyle \neg P} logisch equivalent.

## Distributiviteit
De wetten van De Morgan verdelen de negatie distributief over de logische conjunctie en disjunctie.
{\displaystyle \neg (P\land Q)\Leftrightarrow (\neg P\lor \neg Q)}
{\displaystyle \neg (P\lor Q)\Leftrightarrow (\neg P\land \neg Q)}

## Overige
- De negatie komt in programmertalen in een voorwaardelijke opdracht voor.
- Schakelingen in de elektrotechniek zijn op de booleaanse algebra gebaseerd. De logische negatie wordt daarbij door een NOT-poort geïmplementeerd.